# Жорди Кайседо
Жорди Кайседо е еквадорски футболист, нападател на Спортинг Хихон.

## Професионална кариера
Юноша на Норте Америка Еквадор, играе като нападател, но се справя и като дясно и ляво крило. В началото на 2012 е привлечен в първия състав на тима. През 2012 преминава неуспешни проби в Сантос Бразилия. От 3 юни до 31 декември 2014 е под наем в тима на Депортиво Азогес Еквадор. На 18 февруари 2015 е закупен от Универсидад Католика Еквадор, като дебютира няколко дни по-късно на 21 февруари 2015 в мач срещу Емелек Еквадор. През първата година е използван и в мачовете на състава до 19 години и втория тим. На 9 юли 2016 вкарва и първия си гол за тима срещу Мушук Руна Еквадор. Изиграва общо 59 мача с 6 гола за тима. На 1 януари 2019 е даден под наем на Ел Насионал Еквадор, като остава в тима до 3 юли 2019 и изиграва 16 мача с 8 вкарани гола. Завръща се за кратко в Универсидад Католика Еквадор и на 26 юли 2019 подписва с Витория Баия Бразилия. Играе 45 мача с 9 гола за отбора. На 5 февруари 2021 подписва с ЦСКА. Прави дебют и отбелязва победния гол за 1:0 срещу Черно море Варна на 20 февруари 2021. Вкарва гол за победата с 2:0 над Левски София на 25 април 2021. Носител на купата на България за сезон 2020/21. Вкарва победния гол на Левски София за 2:1 на 26 септември 2021. Печели наградата за чужденец на българското първенство (заедно с Юрген Матей), второ място за нападател на българското първенство на церемонията за футболист на годината за 2021. Носител на купата на България за сезон 2020/21.
През 2017 е привлечен в националния отбор на Еквадор до 20 години. С тази формация участва на шампионата на Южна Америка до 20 години в Еквадор през 2017 като помага на тима да запише исторически второ място в надпреварата като играе в 9 мача и вкарва 3 гола. През същата година и със същата формация играе на Световното първенство до 20 години в Южна Корея и участва в 3 мача с 1 гол. Общо за националния отбор на Еквадор до 20 години играе в 12 мача с 4 гола.

## Успехи
ЦСКА София
- Купа на България (1): 2021
- №2 на България за 2021 г. Най-добър нападател в efbet Лига – церемония „Футболист на годината“
- Най-добър чужденец в efbet Лига за 2021 г. – церемония „Футболист на годината“